# Vynnyky
Vynnyky (tiếng Ukraina: Винники) là một thành phố của Ukraina. Thành phố này thuộc tỉnh Lviv. Thành phố này có diện tích ? km², dân số theo điều tra dân số năm 2022 là 19.037 người.